# Xã Franks, Quận St. Francis, Arkansas
Xã Franks (tiếng Anh: Franks Township) là một xã thuộc quận St. Francis, tiểu bang Arkansas, Hoa Kỳ. Năm 2010, dân số của xã này là 922 người.